# Parco nazionale di Tadoba
Il parco nazionale di Tadoba è un'area naturale protetta indiana che si trova nel distretto di Chandrapur nello stato di Maharashtra. È stato istituito nel 1955, primo parco nazionale del Maharashtra, e occupa una superficie di 116,55 km². Insieme al Santuario della vita selvatica di Andhari (Wildlife Sanctuary Andhari) forma dal 1995 la  Tadoba-Andhari Tiger Reserve, una delle più note delle 28 riserve della tigre indiane del Project Tiger.